# Youssef En-Nesyri
Youssef En-Nesyri (em árabe: يوسف النصيري; Fèz, 1 de junho de 1997), é um futebolista marroquino que atua como centroavante. Atualmente, joga pelo Fenerbahçe e pela Seleção Marroquina.

## Carreira
Youssef En-Nesyri fez parte do elenco da Seleção Marroquina de Futebol na Campeonato Africano das Nações de 2017, na Copa do Mundo de 2018 e na Copa do Mundo de 2022. É o artilheiro do Marrocos em Copas do Mundo, com dois gols em 2022 e um gol em 2018, superando Abderrazak Khairi, Abdeljalil Hadda e Salaheddine Bassir com dois gols cada.

## Títulos
Sevilla
- Liga Europa da UEFA: 2019–20, 2022–23